# سبورة

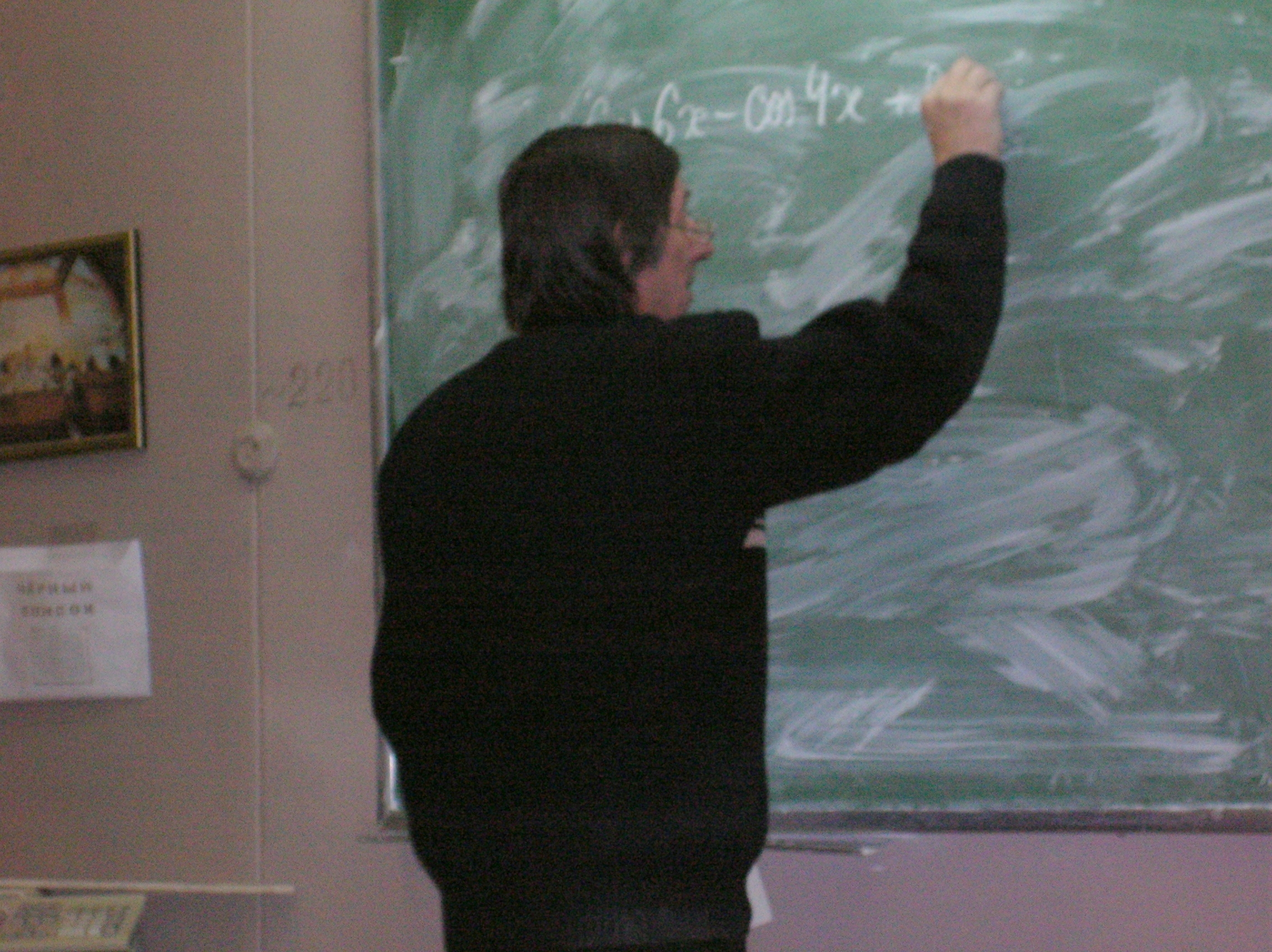
مدرس يكتب على السبورة في المدرسة.

السَّبورَة (الجمع: سَبُّورَات، سَبَابِير) أو اللوحة الدراسية هي سطح يُكتب أو يُرسم عليه بالطبشور (كبريتات الكالسيوم)، وتستخدم عادة في التعليم.

## تصميمها
كانت السبورة قديمًا تصنع من ألواح ناعمة من حجر الأردواز. أما الآن فعادة ما تصنع من سطح صقيل من الطين ومن ثم تطلى باللون المرغوب (عادة يكون أخضرًا أو أسودًا) أو قد تصنع من الخشب وتطلى بالدهان.